# Johann Jakob Honegger
Johann Jakob Honegger (1885-Territet, 28 de marzo de 1911) fue un psiquiatra suizo que trabajó bajo la supervisión del también homónimo Carl Gustav Jung durante su estancia de 1909 en la Clínica Psiquiátrica Universitaria de Zúrich, apodada la «Burghölzli». Existe poca información sobre su vida y obra, y la principal fuente que existe sigue siendo la correspondencia entre Sigmund Freud y Carl Gustav Jung, en la que los dos hombres evocan la obra y la muerte de Honegger.

## Biografía

### Infancia y estudios
Hijo de Adolf Meyer, un maestro suizo, Johann Jakob Honegger estudió en Zúrich.

### Jung y Honegger

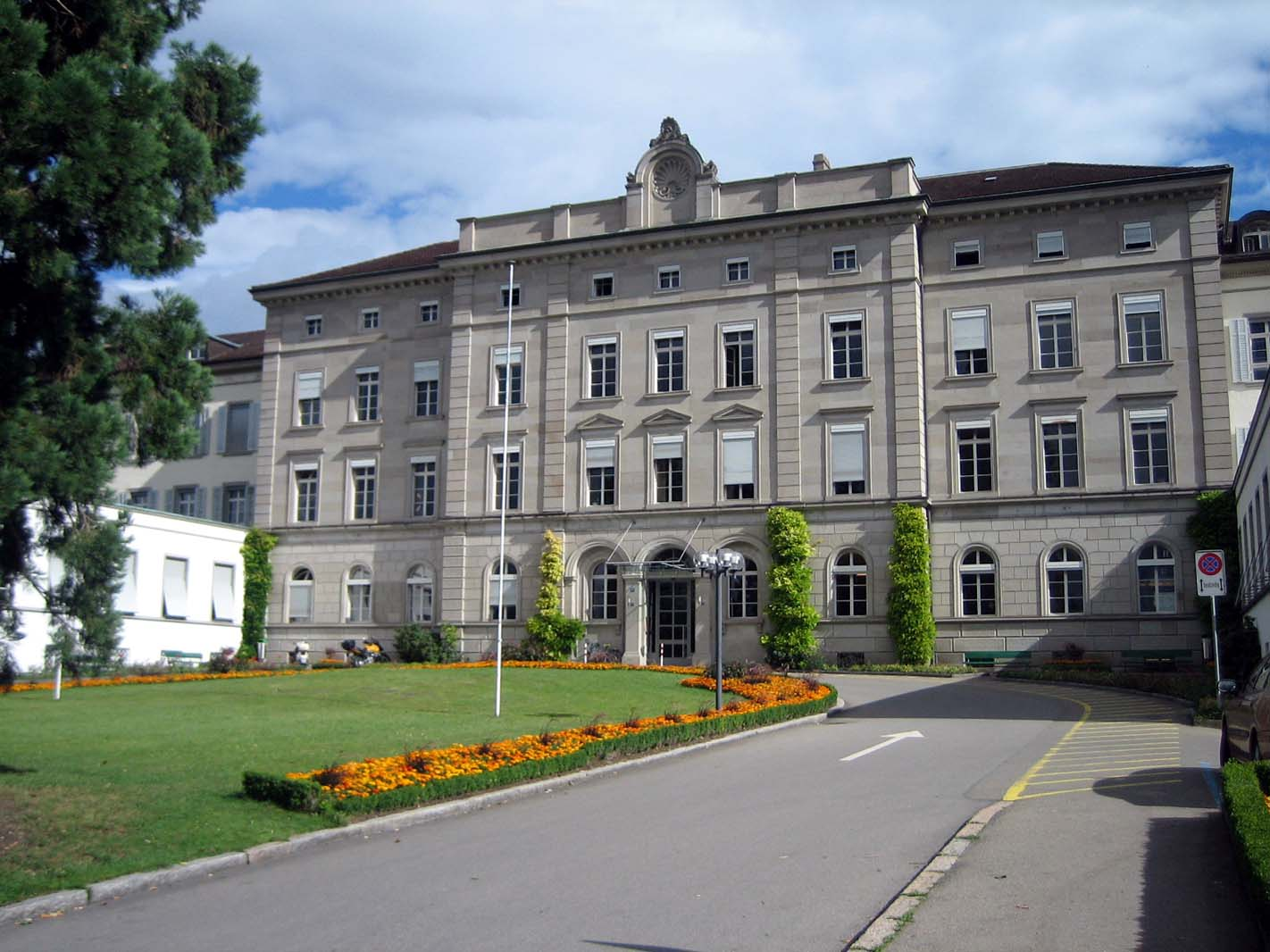
Entrada a la clínica psiquiátrica de Zúrich donde trabajaba Honneger.

A su llegada a la Clínica Psiquiátrica Universitaria de Zúrich en 1909, bajo la responsabilidad de Jung, Honegger quiso trabajar sobre los mecanismos de formación de los delirios paranoides. Jung le confía por tanto un paciente, Emil Schwyzer, residente de la Clínica de Zúrich desde 1901, tras su intento de suicidio. Sufría de trastornos paranoides y megalómanos, y sus muchas alucinaciones intrigan a Jung, que desea desarrollar una teoría psicoanalítica de los delirios.
Schwyzer es un esquizofrénico delirante que ve en el Sol un «membrum erectum» (un «pene erecto») y cuyo movimiento erótico produce el viento.

### La Conferencia de Núremberg

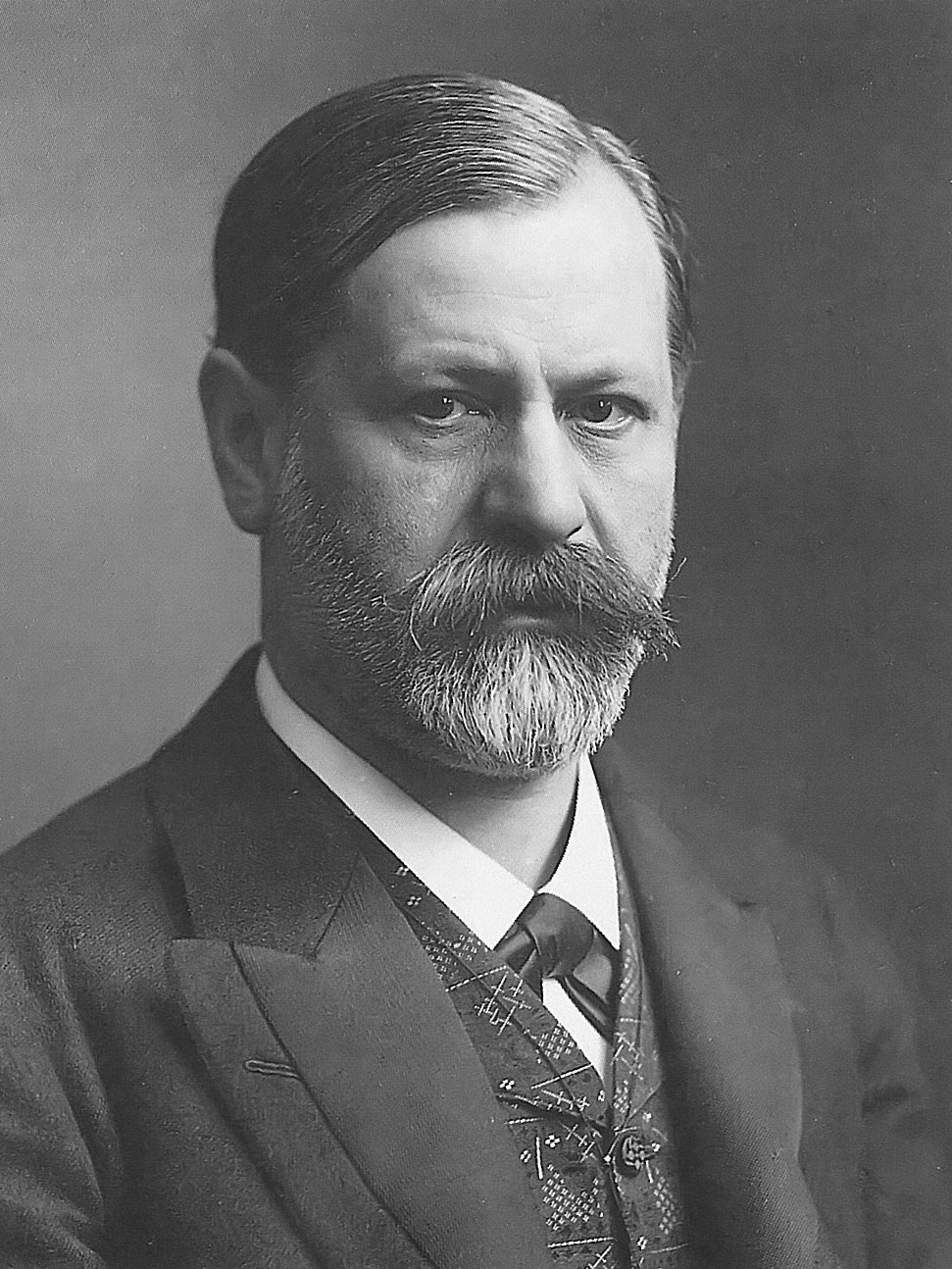
Sigmund Freud.

El 30 y 31 de marzo de 1910, en Núremberg, tuvo lugar el segundo congreso del psicoanálisis emergente. El artículo de Honegger, titulado La formación del delirio paranoico, establece sus propias conclusiones con respecto al caso de Schwyzer. Freud, presente en la asamblea, dijo que le quedó «una profunda impresión», hablando de un «momento memorable». Este discurso permitió a Freud reflexionar sobre el vínculo entre los mitos antiguos y los delirios actuales. En Tótem y tabú, se refiere así al caso de Emil Schwyzer estudiado por Honegger:

«(...) las formaciones fantasiosas de ciertos enfermos mentales (dementia praecox) concordaban de manera sumamente llamativa con las cosmogonías mitológicas de los pueblos antiguos sobre los que era imposible que los enfermos incultos tuvieran alguna información científica. (...) también se hizo mucho hincapié en la importancia del paralelismo entre evolución ontogenética y evolución filogenética con respecto a la vida psíquica. En el delirio de una demencia paranoide de un paciente con una educación escolar sencilla, encontramos, pues, nuevas creaciones de representaciones mitológicas y filosóficas muy antiguas.»

Honegger había escrito un informe de su comunicación para el Jahrbuch für psychoanalytische und psychopathologische Forschungen de 1910, volumen II, parte I, el único documento que da testimonio de su obra.

### Muerte de Honegger

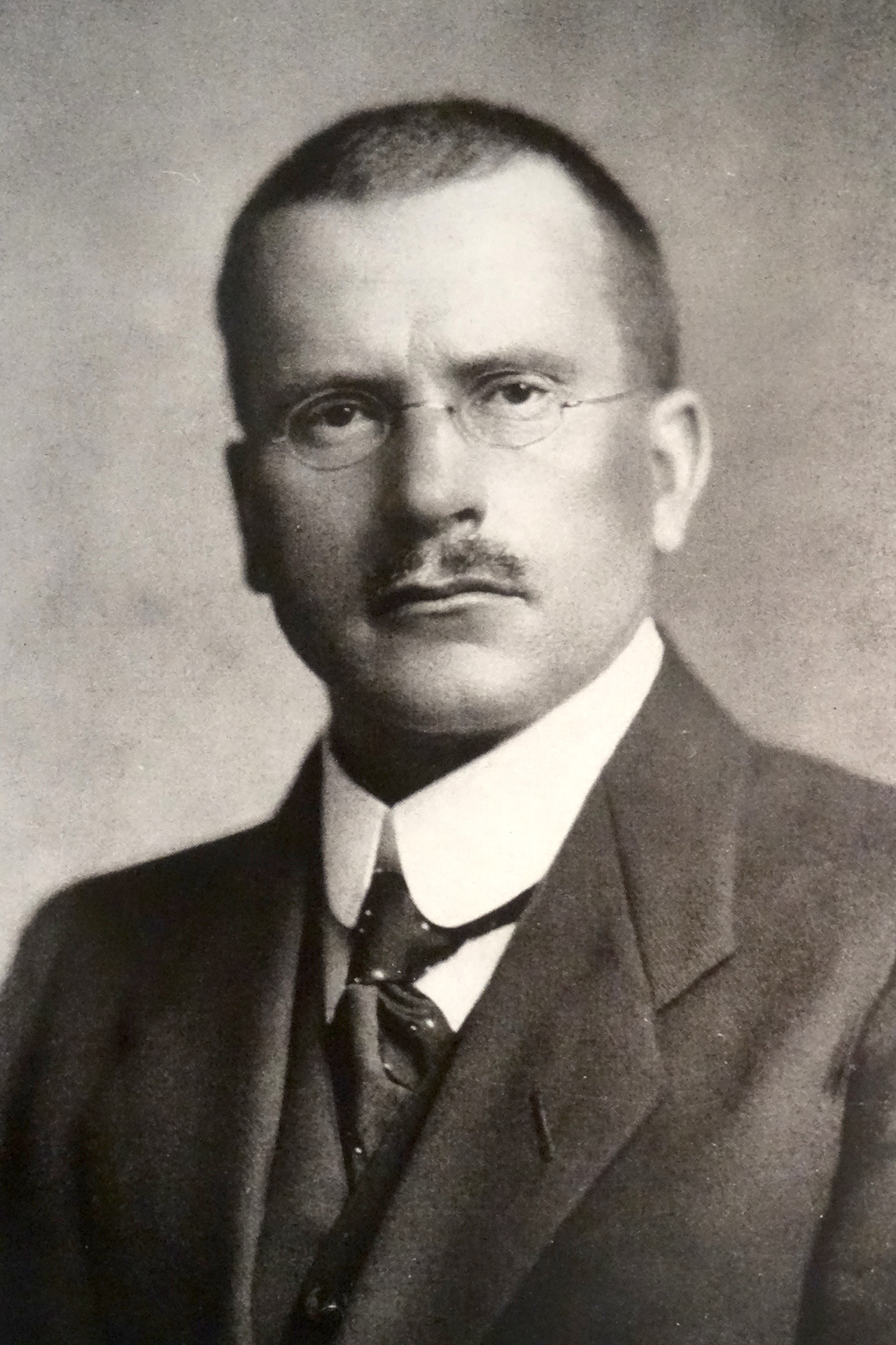
Carl Gustav Jung.

Padeciendo depresión, Honegger se suicidó, por sobredosis de morfina, un año después, el 28 de marzo de 1911, en el sanatorio de Territet, en el cantón de Vaud (Suiza), donde había sido ingresado debido a dicho trastorno. Freud, informado por Jung el 31 de marzo, escribió posteriormente una carta, fechada el 2 de abril de 1911, a Ferenczi, en la que expresaba su dolor: «Honegger, en quien había puesto muchas esperanzas (...) era brillante e inteligente», agregando que «algo en él se negaba a adaptarse a la vida».
Poco después de su muerte, Freud, conmocionado, en una carta a Jung del 2 de abril de 1911, explica: «Me sorprende el hecho de que, de hecho, desgastamos a bastantes hombres».

### La controversia sobre lo "inconsciente colectivo"
Ayudado por su alumno, Johann Jakob Honegger, Jung ve en el mito del «sol fálico» de Schwyzer el resurgimiento de mitos que el paciente no puede conocer. Entonces tuvo la idea de realizar una investigación bibliográfica que lo ayudara a comprender el significado del delirio de su paciente y encargó a Honegger que dirigiera la investigación. En la obra de Albrecht Dieterich y Richard Wünsch, Eine Mithrasliturgie (1910), Honegger lee una visión similar, aquella que evoca «una pipa que cuelga del Sol». Jung y él, por tanto, vinculan el delirio del paciente con los mitos antiguos, en particular con la liturgia del dios Mitra. Por lo tanto, le pide a Honegger que recopile todo el material posible sobre Schwyzer, en referencia al cual el joven asistente está escribiendo su tesis doctoral en medicina.
Al ver la importancia de sus descubrimientos, Jung presionó a Honegger, quien es considerado por algunos historiadores del psicoanálisis como el verdadero descubridor del concepto de inconsciente colectivo, luego retomado por Jung. En 1995, el historiador de la medicina Richard Noll acusó a Jung de atribuirse erróneamente el mérito de la investigación de Honegger. Sin embargo, más recientemente, en 2021, dichas consideraciones fueron revisadas por el Dr. Ronald Huggins basándose en los archivos del caso Schwyzer, proporcionando una nueva evaluación.